# Serena Stanzani
Serena Stanzani (Roma, 6 settembre 1966) è un'ex cestista italiana.
Centro di 188 cm, ha giocato in Serie A1 con Messina e Bolzano. È stata mvp della Coppa Italia di Serie A2 che ha vinto nel 2004.

## Palmarès
- Coppa Italia di Serie A2: 1

Bolzano: 2004
- Campionato italiano di Serie A2: 1

Bolzano: 2003-04